# Посольство Украины в Пакистане
Посольство Украины в Исламабаде (укр. Посольство України в Ісламабаде) — главная дипломатическая миссия Украины в Пакистане, расположена в столице страны Исламабаде.
Посол Украины в Пакистане: Маркиян Евгеньевич Чучук (с 2020 года).

## Посольство
Основная задача посольства Украины в Исламабаде — представлять интересы Украины, способствовать развитию политических, экономических, культурных, научных и других связей, а также защищать права и интересы граждан и юридических лиц Украины, которые находятся на территории Пакистана.
Посольство способствует развитию межгосударственных отношений между Украиной и Пакистаном на всех уровнях, с целью обеспечения гармоничного развития взаимных отношений, а также сотрудничества по вопросам, представляющим взаимный интерес.

## История дипломатических отношений
Исламская Республика Пакистан признала независимость Украины 31 декабря 1991 года. 16 марта 1992 года были установлены дипломатические отношения между Украиной и Пакистаном. С января 1998 года начало свою работу посольство Украины в Исламабаде.

## Послы Украины в Пакистане
1. Владимир Степанович Пономаренко (и. о. 1997—2002; 6 июня 2002[2] — 13 апреля 2004[3])
2. Игорь Зиновьевич Полиха (25 августа 2004[4] — 7 февраля 2007[5])
3. Игорь Сергеевич Пасько (7 февраля 2007[6] — 6 июня 2011[7])
4. Владимир Иванович Лакомов (25 января 2012[8] — 17 апреля 2020[9])
5. Маркиян Евгеньевич Чучук (с 17 апреля 2020[10])